# Nicolau Coelho
Nicolau Coelho (Felgueiras, ca. 1460 — ao largo de Moçambique, janeiro de 1504) foi um navegador português que participou em célebres navegações.
Participou na descoberta do caminho marítimo para a Índia com Vasco da Gama, sendo o primeiro a regressar ao comando da caravela Bérrio. Em 1500 comandou uma nau na segunda armada à Índia de Pedro Álvares Cabral que descobriu o Brasil. Aparece na Carta de Pero Vaz de Caminha como o primeiro português a fazer contato com os índios brasileiros. Morreu no mar em local desconhecido, ao regressar da Índia sob o comando de Francisco de Albuquerque, possivelmente ao largo de Moçambique. Dele faz menção João de Barros nas suas Décadas.

## Família
Nicolau Coelho nasceu em Felgueiras, região do vale do Sousa (entre Amarante, Fafe, Guimarães e Lousada), no distrito do Porto no norte de Portugal. Era filho de Pedro Coelho (filho segundo de Fernão Coelho, 1.º Senhor de Felgueiras e 1.º Senhor de Vieira, e de sua mulher Catarina de Freitas) e de sua mulher Luísa de Góis (filha bastarda de Gomes Martins de Lemos, 1.º Senhor da Trofa).

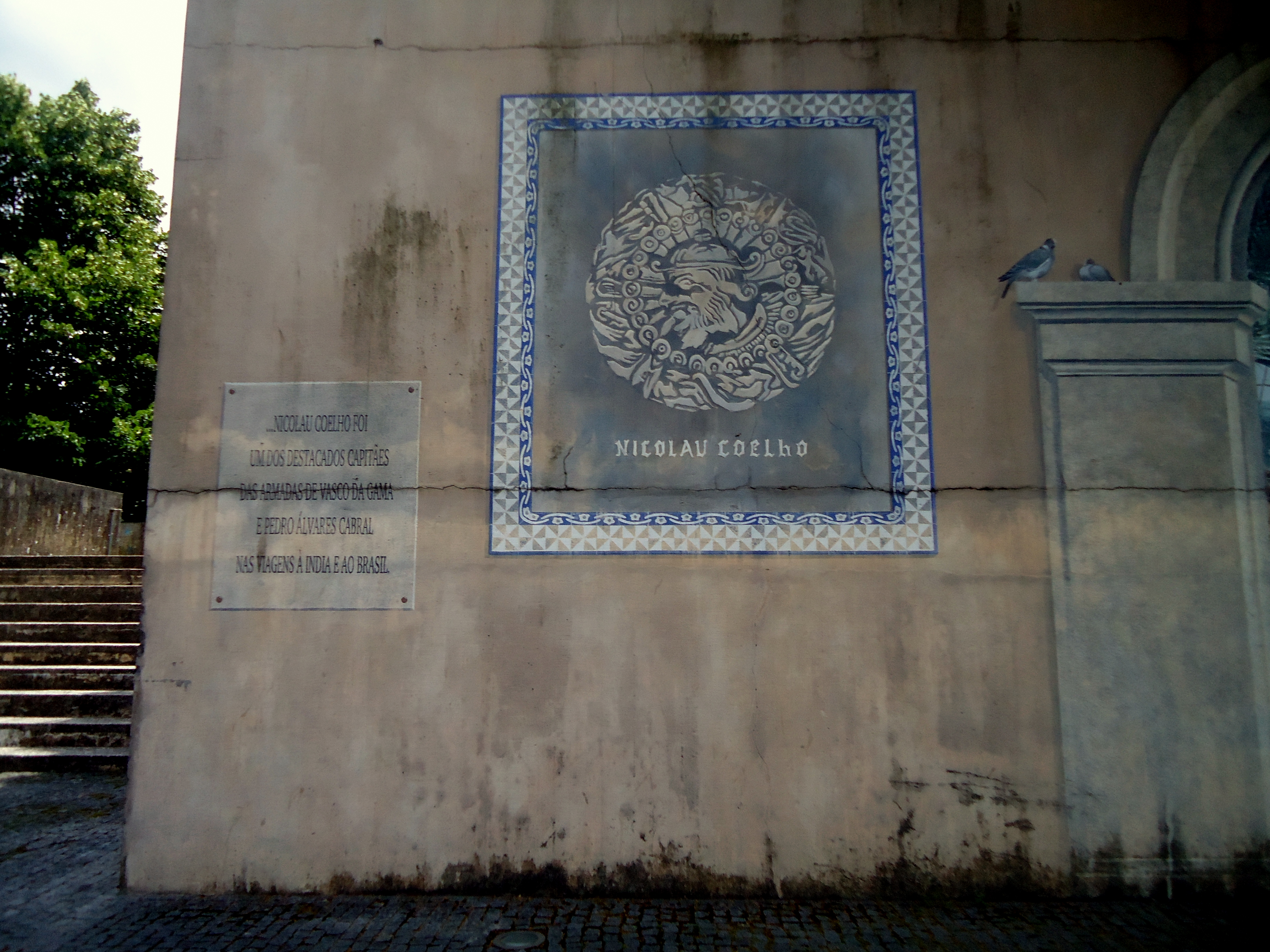
Felgueiras Nicolau Coelho

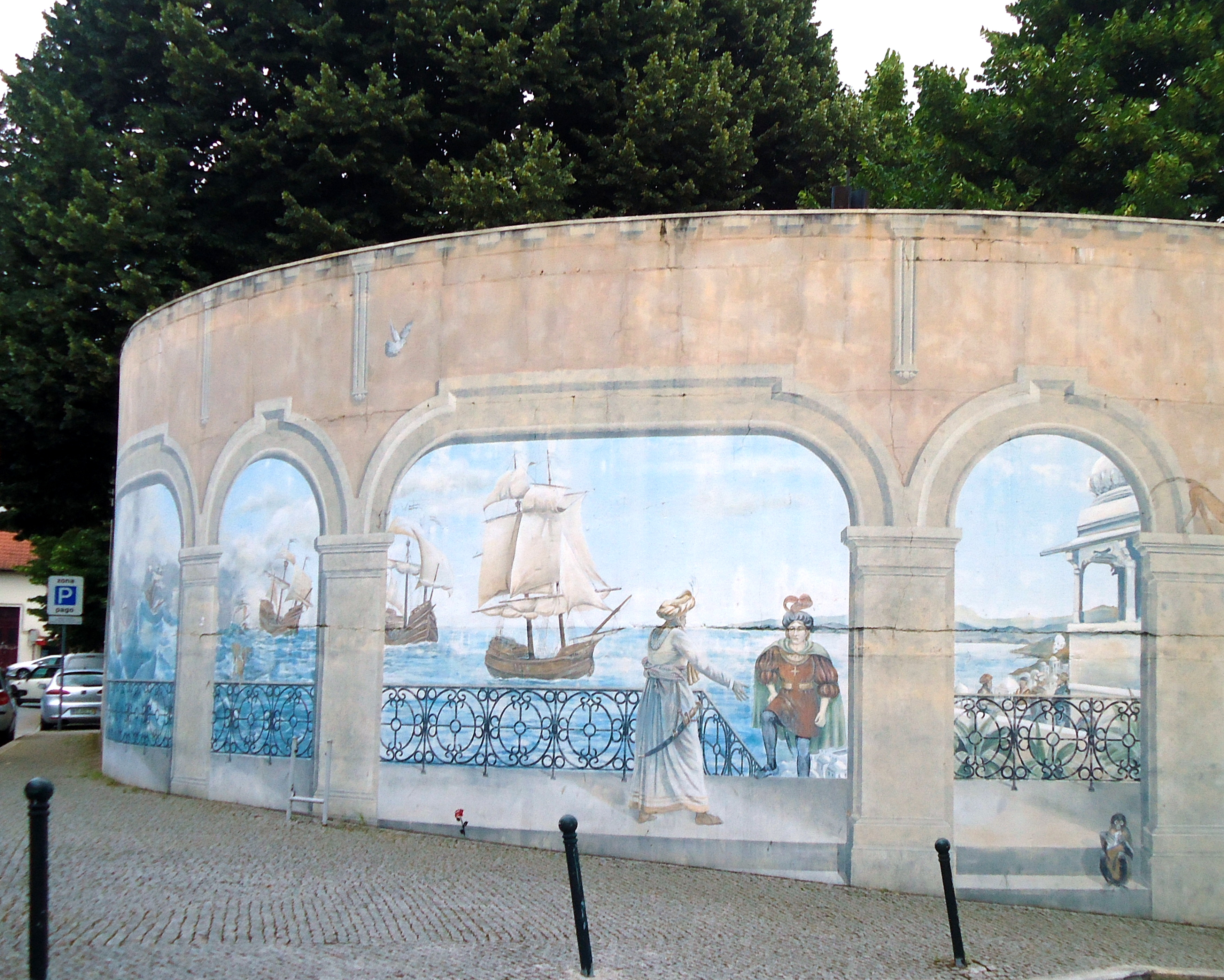
Felgueiras Nicolau Coelho

Foi irmão, entre outros, de Joana Coelho, mulher de João Álvares de Faria, nascido cerca de 1453, antepassado de Manuel de Faria e Sousa, Fidalgo da Casa Real e Cavaleiro da Ordem de Cristo, Senhor da Quinta da Caravela, em Felgueiras, e grande humanista e escritor - cuja representação genealógica está na família Botelho de Moraes Sarmento, Conde de Armamar e Guarda-Mores do Sal de Setúbal, ambos de juro e herdade -, e descendente da Casa de Valdemelhorado e do celebre Alcaide-Mor do Castelo de Faria, Nuno Gonçalves de Faria. Nicolau Coelho foi Senhor da Quinta da Aveleira, em São João Baptista de Pencelo.

## Viagem com Vasco da Gama
Experiente em navegação e de grande bravura, em 1497 Nicolau Coelho acompanhou Vasco da Gama na primeira viagem para a Índia. Comandando a nau Bérrio, que tinha como piloto Pero Escobar e por Escrivão Álvaro de Braga, participou assim na descoberta do caminho marítimo para a Índia. Na viagem de ida, foi o primeiro dos Capitães de Gama a chegar a Moçambique e estabelecer contacto com o Sultão de Quiloa. No regresso ao Reino, a 20 de Março após assaz trabalho, foi apanhado por uma violenta tempestade perto de Cabo Verde. Perdido dos outros navios da esquadra de torna-viagem, Nicolau Coelho foi o primeiro a arribar ao Tejo a 10 de Julho de 1499, desembarcando em Cascais e chegando ao Palácio de Sintra com a boa notícia da chegada à Índia, que veio desencadear o regozijo geral e grandes recompensas. D. Manuel I cumulou-o de honras: para além das alvíssaras, e pelos serviços prestados nessa viagem, em carta régia de 24 de Fevereiro de 1500, concedeu-lhe choruda tença anual de 50 000 reais, propriedades e, por Carta de 20 de Maio de 1503, um novo Brasão de Armas de Mercê Nova: de vermelho, com um leão de ouro, armado e lampassado de azul, ladeado de duas colunas de ouro assentes num contrachefe cortado de verde e de faixado ondado de prata e azul, cada coluna rematada por um escudete de azul carregado de cinco besantes de prata postos em sautor; timbre: o leão do escudo, sainte.

## Viagem com Pedro Álvares Cabral
Após seis meses de permanência na Europa, Nicolau Coelho reembarcou capitaneando uma nau na segunda Armada da Índia, entre os 13 navios da frota de Cabral que veio a descobrir oficialmente o Brasil em 1500. Conforme o relato de Pero Vaz de Caminha, Nicolau Coelho desembarcou na terra de Vera Cruz no primeiro batel, estabeleceu contacto com os habitantes e participou na primeira visita realizada pelos indígenas à nau capitânia.

## Armada de Afonso e Francisco de Albuquerque
Em 1503 regressou à Índia comandando a nau Faial na frota de três navios de Afonso de Albuquerque, que seguia na sua primeira viagem à Índia numa armada conjunta com seu primo Francisco de Albuquerque. Desempenhando sempre missões arriscadas, Nicolau Coelho morreu na viagem de regresso a Portugal com Francisco de Albuquerque, em Janeiro de 1504, no naufrágio da sua nau Faial perto dos "baixios de São Lázaro", actual arquipélago das Quirimbas, Moçambique.

## Casamento e descendência[5][6]
Antes de 1495 casou-se com Brites ou Beatriz Rodrigues de Ataíde ou de Brito, da qual teve:
- Pedro Coelho, solteiro e sem geração;
- Francisco Coelho, Estribeiro-Mor da Rainha D. Catarina de Áustria, casado com Antónia da Costa e Faria, filha de Fernão de Faria da Costa e de sua mulher Joana de Aguiar, com geração;
- Branca Coelho, cuja filiação, não sendo certa, é mais do que provável, casada com Pedro de Santar, filho natural ou bastardo de Lopo Vaz Soares e de mãe desconhecida, com geração.